# آدم ستيوارت (دراج)
آدم ستيوارت (بالإنجليزية: Adam Stewart) هو دراج نيوزيلندي، ولد في 21 فبراير 1987 في دنيدن في نيوزيلندا.

## وصلات خارجية
- آدم ستيوارت على موقع أرشيف الدراجات (الإنجليزية)
- آدم ستيوارت على موقع CycleBase (الإنجليزية)
- آدم ستيوارت على موقع اللجنة الأولمبية النيوزيلندية (الإنجليزية)
- آدم ستيوارت على موقع اتحاد ألعاب الكومنولث (مؤرشف) (الإنجليزية)
- آدم ستيوارت على موقع دورة ألعاب الكومنولث 2006 (مؤرشف) (الإنجليزية)